# 福島清香
福島 清香（ふくしま せいか、1997年〈平成9年〉6月23日 - ）は、日本のシンガーソングライター。本名同じ。茨城県水戸市出身。

## 略歴・人物
大学までの10年間、陸上競技に打ち込んでおり、中学時代にジュニアオリンピックと全国都道府県対抗女子駅伝への出場経験があり、競技生活で得た経験は制作活動に影響している。大学在学中にシンガーソングライターへと転身。転機となったのは、2017年に開催された「DAM★ともオーディション うちのタマ歌いませんか？」での優勝であり、これをきっかけにテレビアニメ「タマ&フレンズ うちのタマ知りませんか?」の主題歌を担当することとなった。
「夢はオリンピックのテーマソングを作り、歌うこと」と語っている。
音楽活動開始後は「つかTメロディアトリエ」に所属し、オリジナル楽曲の制作を本格化。これまでに「清香の贈り物」「Run Run Run」「Life」の3枚のCDをリリースしている。
2023年11月3日には、ザ・ヒロサワ・シティ会館にて自身が主催するコンサート「トライアングル・ミュージック・ライブ」を開催。出演は福島清香のほか、「ハナミズキ」の作曲者として知られるシンガーソングライターの「マシコタツロウ」、全国で活動する音楽ユニット「日々かりめろ」の3組であった。翌2024年9月22日には、同会場で初の県内ホールワンマンライブを実現している。
水戸市で開催されるマラソンイベント「茨城メロンメロンラン水戸偕楽園」のテーマソングを担当している。
2024年にはSouth to North Recordsから配信シングル「スーパーヒーロー」をリリース。2025年以降は、ピースボイスエンターテイメントのプロデューサー・nao氏を迎えて活動を展開し、アルバム「失恋シンフォニー5楽章」をリリースしている。
音楽活動の傍ら、地元・水戸市で開催されるイベントの司会を務めることもある。代表的なイベントには、ジャズ系の野外フェス「スーパードリームレイクコンサート」や「水戸まちなかフェスティバル」などがある。
2025年に開催されるLuckyFesへの出場をかけたオーディション企画「Battle to LuckyFes」に参加。総勢1,328組の中から選ばれるわずか3組に、福島清香のほか「岸本ゆめの」、「JUGEM」が選出され、出場権を獲得した。8月10日のHILLS STAGEにオープニングアクトとして出場した。

## ディスコグラフィー

### 配信シングル
| 発売日         | タイトル                       | 備考                                            |
| -------------- | ------------------------------ | ----------------------------------------------- |
| 2020年12月10日 | Your Shadow(feat.塚本英之)     |                                                 |
| 2022年7月3日   | 夕暮れ                         |                                                 |
| 2022年12月18日 | タイムスリップ                 |                                                 |
| 2022年12月22日 | 消しゴム                       |                                                 |
| 2023年2月25日  | ジェリーフィッシュ             |                                                 |
| 2023年4月18日  | あの街                         |                                                 |
| 2023年4月18日  | 駆け抜けようファンタジー       |                                                 |
| 2023年4月18日  | コーラ!!                       |                                                 |
| 2023年4月18日  | ゴロコロ                       |                                                 |
| 2023年10月31日 | 魔法使いの君                   |                                                 |
| 2024年3月30日  | スーパーヒーロー               |                                                 |
| 2024年4月6日   | 旅とビールと私                 |                                                 |
| 2024年4月13日  | ランランメロンラン             | 茨城メロンメロンラン水戸偕楽園 公式テーマソング |
| 2024年5月8日   | Run Run Run                    |                                                 |
| 2024年8月24日  | 坂の上の君                     |                                                 |
| 2024年9月27日  | バービーガールとボンビーボーイ |                                                 |
| 2024年11月1日  | 恋                             |                                                 |
| 2025年1月25日  | ライオン                       |                                                 |
| 2025年2月22日  | うしろすがた                   |                                                 |

### シングル
| 発売日         | タイトル               | 規格品番 | 収録曲                                                                             | 備考                                            |
| -------------- | ---------------------- | -------- | ---------------------------------------------------------------------------------- | ----------------------------------------------- |
| 2018年07月18日 | Tama&Friends           | PPR-002  | 1. Tama&Friends 2. Tama&Friends (笠原弘子×福島清香) 3. Tama&Friends (Instrumental) | 「タマ&フレンズ うちのタマ知りませんか?」主題歌 |
| 2021年         | YES HAPPY WORLD/夕暮れ | -        | 1. YES HAPPY WORLD 2. YES HAPPY WORLD (Instrumental) 3. 夕暮れ                     | 「クーモフといっしょ」主題歌                    |

### アルバム
| 発売日        | タイトル              | 規格品番 | 収録曲 | 備考                                                       |
| ------------- | --------------------- | -------- | --- | ---------------------------------------------------------- |
| 2018年9月     | Life                  | -        | 1. Life 2. コイゴコロ 3. 小さな幸せ |                                                            |
| 2019年11月    | Run Run Run           | -        | 1. Run Run Run 2. 旅とビールとわたし 3. 森のシンデレラ |                                                            |
| 2021年4月     | 清香の贈り物          | -        | 1. よみがえれ福島 2. 小さな幸せ 3. Yes Happy World 4. 森のシンデレラ |                                                            |
| 2023年2月     | まあぶる              | -        | 1. コーラ!! 2. ゴロコロ 3. Run Run Run 4. ドリーミーボーイ 5. 頑固なチョコレート 6. 未来note 7. 消しゴム 8. ジェリーフィッシュ 9. 回想～目を閉じれば～ 10. あの街 11. 駆け抜けようファンタジー 12. 旅とビールと私 | 自主制作アルバム                                           |
| 2025年3月27日 | 失恋シンフォニー5楽章 | PVE-2501 | 1. ピース 2. 固結び 3. 失恋シンフォニー5楽章 4. スパイラル | - 1000枚限定販売(25日間で完売) - 2025年5月15日から配信開始 |
| 2025年8月22日 | 入道雲とユニフォーム  | PVE-2502 | 1. 夏のクラウチングスタート 2. アマノガワ～あなたに会いたくて～ 3. 入道雲とユニフォーム 4. 清香 | - 2025年8月20日から配信開始                                |

### 楽曲提供
| 発売日         | アーティスト                  | タイトル            | 規格品番  | 備考     |
| -------------- | ----------------------------- | ------------------- | --------- | -------- |
| 2024年11月27日 | ド頭xxxxxxxxxx (うるまあかね) | Your Wonderful Life | SNR-24223 | 作詞担当 |

### カラオケ配信(JOYSOUND)
| 配信開始日     | タイトル                       | 備考 |
| -------------- | ------------------------------ | ---- |
| 2024年2月24日  | 魔法使いの君                   |      |
| 2024年6月10日  | スーパーヒーロー               |      |
| 2024年7月6日   | あの街                         |      |
| 2024年10月16日 | 坂の上の君                     |      |
| 2024年12月7日  | バービーガールとボンビーボーイ |      |
| 2025年1月11日  | コーラ!!                       |      |
| 2025年2月22日  | 恋                             |      |
| 2025年4月5日   | うしろすがた                   |      |
| 2025年4月19日  | ピース                         |      |
| 2025年5月9日   | ライオン                       |      |
| 2025年7月5日   | 旅とビールと私                 |      |

## 出演

### ラジオ
- Next BEATune（FMぱるるん）